# فرودگاه گر بای-مانیتولین
فرودگاه گر بای-مانیتولین (به انگلیسی: Gore Bay-Manitoulin Airport) یک فرودگاه همگانی با کد یاتا YZE است که یک باند فرود آسفالت دارد و طول باند آن ۱۷۵۰ متر است. این فرودگاه در کشور کانادا قرار دارد و در ارتفاع ۱۹۴ متری از سطح دریا واقع شده‌است.